# Birkingen
Birkingen ist ein Ortsteil der Gemeinde Albbruck im Landkreis Waldshut im Süden Baden-Württembergs.

## Geographie
Birkingen liegt am Südrand des Schwarzwalds auf 478 m ü. NN und wird von Unteralpfen im Norden, von Birndorf im Westen, der Gemeinde Dogern im Süden und dem Ort Kuchelbach im Osten eingegrenzt. Das Landschaftsbild wird durch Wälder, landwirtschaftliche Nutzfläche und große Obstplantagen geprägt.

## Geschichte

### Mittelalter
Das am Albtal oberhalb von Dogern gelegene Birkingen wurde erstmals 814 urkundlich als „Birchinga“ erwähnt. Dabei übertrug das Ehepaar Nidhart und Gundbirc in „Beherzigung ihrer unzähligen Sünden“ am 28. Mai 814, deren Besitz in Birkingen dem Kloster St. Gallen und erhielt gleichen in Form eines Lehens wieder vom Kloster zurück.

### Ortsgründung
Birkingen geht auf eine frühe Gründung der Alemannen zurück und bedeutet Dorf des Biricho – Birkingen bei den Angehörigen des Biricho. Dies verrät bereits die Endung des Ortsnamens „-ingen“. Die Alemannen begannen um 450 n. Chr., sich im Elsass niederzulassen. Immer wieder unternahmen sie Raubzüge über den Oberrhein bis nach Italien. Nach 497, als die Alemannen den Franken in der Schlacht bei Zülpich unterlagen, fiel das gesamte Alemannenland unter fränkische Herrschaft. Höhenlagen waren bevorzugte Standorte und so ist es wahrscheinlich, dass Birkingen wohl bereits zu jener Zeit von den Alemannen angelegt wurde.

### Besitzverhältnisse
Alemannien wurde durch seinen autonomen Status im Frankenreich als Herzogtum in einem Gebiet gefestigt, das wohl größtenteils dem späteren Herzogtum Schwaben entspricht. Den weitgehend autonomen Status, den die Alemannen unter den merowingischen Königen genossen hatten, versuchten die Karolinger im 8. Jahrhundert zu beseitigen, was zu erneuten Zusammenstößen zwischen den Alemannen und Franken führte. Beim Blutgericht zu Cannstatt im Jahre 746 wurde nahezu die gesamte Führungsschicht der Alemannen ausgelöscht. Um einer Enteignung durch die Karolinger zu entgehen, vermachten viele ihren Besitz einem ihnen zugeneigten Kloster, welches ihnen im Gegenzug den Besitz als Lehen mit einigen Auflagen wieder zurückgab. Dem Kloster St. Gallen, welchem zunächst mehrheitlich rätische Mönchen angehörten, folgten im 8. und 9. Jahrhundert verstärkt alemannische Adelsfamilien und es entwickelte sich somit zur „Fluchtburg“ für den alemannischen Adel und dessen Besitz. Dieser Entwicklung verdanken wir möglicherweise die erste urkundliche Nennung Birkingens obgleich Schäfer die Theorie vertritt, dass andere politische Ursachen Grund dieser Schenkung waren. Dabei vermachte am 28. Mai 814 das Ehepaar Nidhart und Gundbirc sein Eigentum in Birkingen nicht dem unter karolingischer Führung stehenden Kloster in Säckingen, sondern dem den Alemannen freundlich gesinnten Kloster St. Gallen und verpflichtete sich, für den weiteren Besitz dieser Güter Geldzins zu zahlen und einen Frondienst zu leisten. Die Freiheit der Leute wurde dabei nicht eingeschränkt, sie blieben freie Leute und wurden nicht, wie in anderen Fällen üblich, zu Leibeigenen.
Die Besitz- und Abgabenrechte gingen teils durch Gewalt, teils durch Kauf oder Tausch an andere über. So finden wir im 15. Jahrhundert neben diversen Klöstern auch Adelsgeschlechter wie die Herren von Griessheim, die Herren zu Rappoltstein oder auch Markgraf Wilhelm von Hachberg-Sausenberg als Besitzer von Rechten und Verpflichtungen in Birkingen. Im habsburgisch-österreichischen Pfandrodel der Zeit zwischen 1282 und 1300 wird beschrieben, dass zu jener Zeit ein Hartmann von Wessenberg das Pfand über Birkingen (Berchingen) und Rotzel (Rotzal) innehatte. Zu den besitzhabenden Klöstern in Birkingen gehörten das Kloster St. Gallen, das Kloster St. Blasien, das Kloster Königsfelden, das Damenstift Säckingen und die Deutschritter-Kommende in Beuggen.
Die verzwickten Besitzverhältnisse sorgten mehrfach für Auseinandersetzungen, so löste die Zehntabgabenverpflichtung bereits im Jahre 874 einen Streit aus. Dabei ließ Bischof Gebhard von Konstanz durch seinen Erzpriester Rihfried Erkundigungen einziehen, die er auf Ansuchen der Erben der Eigenkirche zu Birndorf im Albgau angehoben hatte. Dabei wurde festgestellt, dass die Dörfer Birndorf, Birkingen, Kuchelbach, Buch, Etzwihl und Hechwihl bereits zu Zeiten Kaiser Karls und Bischofs Egino (782–811) der Kirche in Birndorf zehntpflichtig gewesen waren. Nochmals wurde über den Zehnt in Birkingen am 8. April 1567 gestritten. Dieses Mal ging es um den Korn- und Weinzehnten zu Birkingen. Streitparteien waren die Stadt Bern, als Nachfolger des Klosters Königsfelden, und der Deutsche Ritterorden in Beuggen. In Birkingen hatte der Deutsche Ritterorden in Beuggen die Hälfte des Großzehnten, die andere Hälfte besaß der Rechtsnachfolger des Klosters Königsfelden, die Stadt Bern. Eine Ausnahme dabei bildete der Schäferhof. Dieser Hof schuldete den Großzehnten vollumfänglich dem Deutschen Ritterorden in Beuggen. Wie undurchsichtig die Besitzverhältnisse wirklich waren, zeigt dieser besagte Schäferhof, denn am 21. Februar 1741 taucht dieser Hof erneut auf, dieses Mal beim Loskauf aus der Leibeigenschaft vom Damenstift Säckingen. Beuggen, der Zehntinhaber dieses Hofs, wird dabei nirgendwo genannt.
1684 kaufte das Kloster St. Blasien den Königsfelder Hof, später umbenannt in Berner Hof, in Waldshut. An diesen Hof waren durch die Witwe des ermordeten Königs Albrecht von Habsburg, Elisabeth, geborene Gräfin von Tirol, die Einkünfte unter anderem zu Waldshut, Dogern, Kiesenbach, Gaiss, Eschbach, Birkingen, Kuchelbach und Bohland geknüpft, womit sie das Kloster Königsfelden ausgestattet hatte.

### Aufstände gegen die Obrigkeit
Über Birkingen wird berichtet, dass dort eine Großzahl von Freibauern lebte. Mehrheitlich das Kloster St. Blasien versuchte sich durch seine zielgerichtete Machtpolitik dem Freibauerntum in seiner Nachbarschaft zu entledigen. Dies führte über Jahrhunderte hinweg zu Konflikten zwischen den Parteien. Der Zug gegen die Obrigkeit im Deutschen Bauernkrieg des Jahres 1525 unter dem Schwarzwälder Bauernführer Kunz Jehle fand großen Anklang in Birkingen. Eine Aufzeichnung aus dem Jahre 1532, die bis heute erhalten blieb und sich heute im Pfarrhaus von Dogern befindet, zeigt, dass sich unter den Anhängern viele aus der Pfarrei Birndorf am Sturm auf das Kloster beteiligten. Die Urkunde besagt: Copie von 1532 – Anno 1525 sind aus der Pfarrei Bürdorf nach St. Bläsi gelaufen und haben grossen Schaden getan:
- Antoni Waldkiller von hir Vogts Sohn
- Caspar Meyer von hier
- Hans Gäng von hier
- Heini Fluom von hier
- Marti Ratzinger von Schatenbürdorf (Schattenbirndorf)
- Hanss Scheffer der jung von Bürkingen Vogts Sohn
- Adam Schänk von Bürkingen
- Andres Trändlin von Bürkingen der Jung
- Andreas Leber von Bürkingen
- Marx Mettenberger aus dem Chuchelbach (Kuchelbach)
- Hans Pfeiffer aus dem Poland (Bohland)
- Thoma Winkler von Buoch (Buch)
- Baschli Eggert von Buoch (Buch)
- Jörg Trändlin von Hächel der Jung (Hechwihl)
- Peter Sur von Etzbel (Etzwihl)
- Michel Tröndlin von Heite (Haide)

Auch bei den so genannten Salpetererunruhen im 18. Jahrhundert waren wieder zahlreiche Birkinger unter den Aufständischen, die selbst nach Niederschlagung des Aufstands und Auskauf aus der Leibeigenschaft an den alten Freiheiten festhielten. So sagt man heute, dass Josef Schupp, der hier 1934 starb, der letzte Salpeterer gewesen sei, was formell gesehen jedoch unrichtig ist, da er kein Salpeterer, sondern ein Anhänger der – nach dem in Birkingen geborenen Aegidius Riedmatter benannten – Nachfolgebewegung „Aegidler“ war.

### Wappen von Birkingen
Die Grundfarbe des Wappens ist silber. Auf dem unteren Teil befindet sich der österreichische Bindenschild, auf dessen Oberrand eine grüne Tanne. Die Tanne steht für die frühere Zugehörigkeit zur Grafschaft Hauenstein. Der österreichische Bindenschild steht für die frühere Zugehörigkeit zu Vorderösterreich.

## Wirtschaft und Infrastruktur
In Birkingen gibt es neben landwirtschaftlichen Betrieben einige mittelständische Handwerksbetriebe.

### Verkehrsanbindung
Den rund fünf Kilometer entfernten Hauptort Albbruck erreicht man über die Verbindungsstraße K6589 zum Ortsteil Kiesenbach und von dort über die Kiesenbacher Straße.

### Bauwerke
- Salpetererhaus (Kellerhof)
- Kapelle
- Spätgotischer Hof aus dem 16. Jahrhundert

## Kellerhof – „Salpetererhaus“

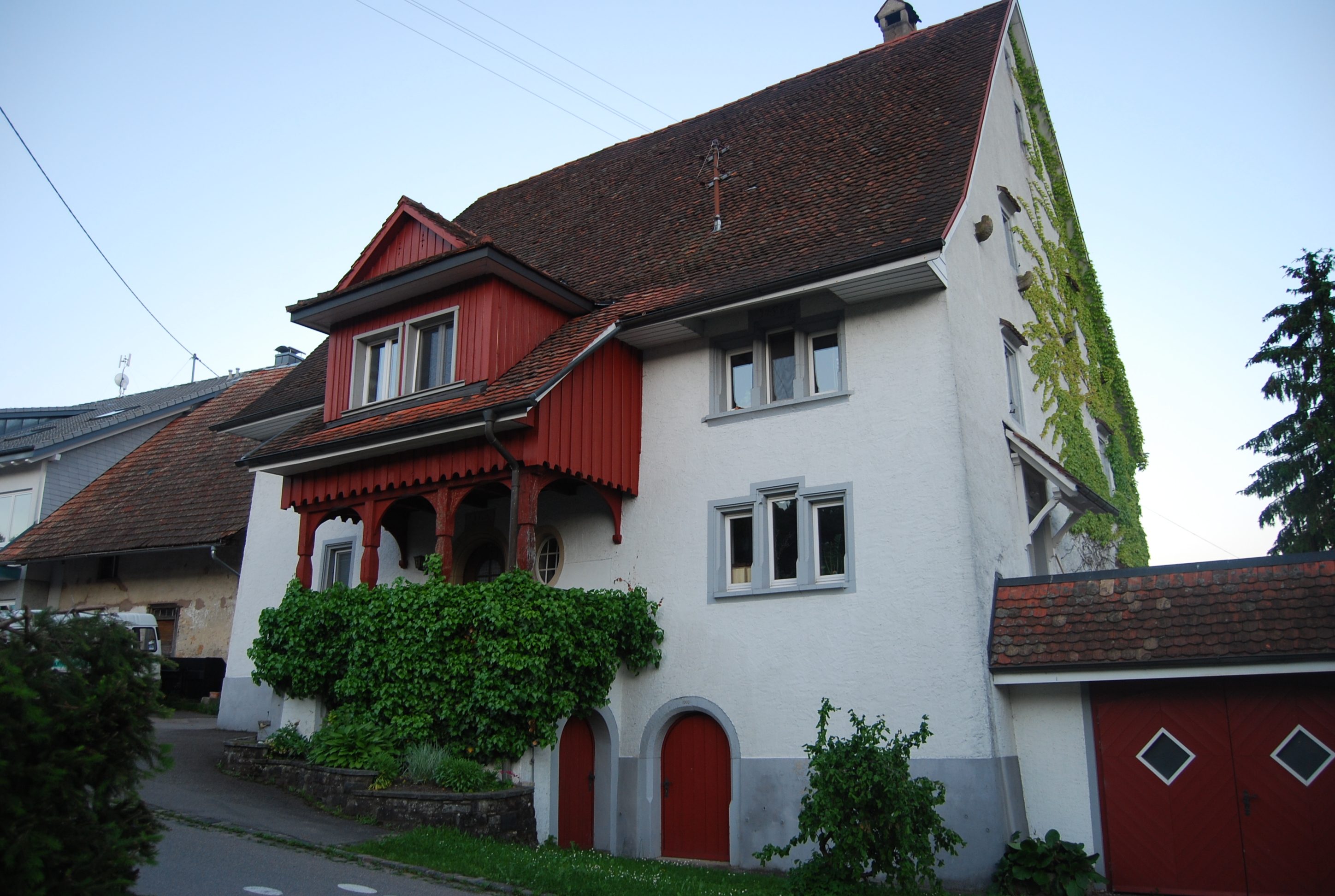
Kellerhof oder „Salpetererhaus“ in Birkingen

1556 wurde in Birkingen das Salpetererhaus erbaut. Ursprünglich diente dieses Haus als Kellerhof des Damenstifts Säckingen, das es vermutlich auch erbaute. Die Familie Knecht, die zu den ersten Bewohnern dieses Hofes zählt, wurde in manchen Urkunden sogar mit der Amtsbezeichnung Keller und nicht mit ihrem Familiennamen bezeichnet, wie das aus einer Urkunde über die bereits oben erwähnte Zehntstreitigkeit zwischen Bern und Beuggen hervorgeht. Darin wird erwähnt, dass die Gerichtsverhandlung „in der Behausung des Michel Keller zu Birkingen“ durchgeführt wurde, dessen richtiger Name jedoch Michael Knecht war. Zu dieser heiklen Gerichtsverhandlungen erschienen „zur Beilegung von Irrsal, Unrichtigkeiten und Zank“ die Abgesandten der Stadt Bern, die Ratsherren Hans Sager Kasper Wyllading und Samuel Dillmann, Bernischer Hofmeister zu Königsfelden, die Interessen der Deutschordenskomtur wurden vertreten durch Hans Kasper von Jestetten zu Beuggen, der Hans Mangold, Schultheiß zu Säckingen sandte, Matthäus Winkler, Beuggischer Schaffner zu Rheinfelden und Balthasar Steiger, Beuggischer Schaffner zu Waldshut. Als Vertreter der Zehntpflichtigen erschienen Alteinungsmeister Hans und Andreas Scheffer, Michel Knecht, Hans Schlachter, Hans Schaupp – alle von Birkingen, Konrad Ramschtauer, Antoni Waldkircher, Mathis Schabeler und Hans Pfeiffer von Birndorf. Wegen der Vielzahl der Beteiligten wurde diese Verhandlung vermutlich im Kellerhof abgehalten.

### Besitzverhältnisse
Die Besitzverhältnisse des Salpetererhauses im 16. Jahrhundert sind nicht zweifelsfrei geklärt. Als Erbauer gilt das Damenstift Säckingen, welche diesen Kellerhof zur Verwaltung ihrer Einkünfte nutzte. Urkunden, die Klarheit darüber verschaffen könnten, sind bis dato jedoch keine bekannt. Möglich ist auch die Erbauung durch das in Birkingen ansässige Geschlecht der Schäfers. Grund für diese Annahme liefert eine Urkunde aus dem Jahr 1614. Darin verfügte Michael Schäfer für seine hinterlassenen Kinder, dass die Zinsverschreibungen des Schäfer’schen Hauptguts, welche Christian Knecht zu entrichten hatte, zu Gunsten des Spitals zu Waldshut übertragen wurden. Wohl dessen Vater, Michael Knecht, saß bereits auf diesem Hof wie dies aus einer Urkunde aus dem Jahr 1556 hervorgeht. Beim Loskauf aus der Leibeigenschaft des Damenstifts Säckingen im Jahre 1741 wird der Schäferhof als einziges Gut namentlich und ausdrücklich erwähnt, was auch wieder dafür spricht, dass der Schäferhof und der Kellerhof identisch sind. Der Birkinger Schäferhof, der zu dieser Zeit rund 80 Morgen (etwa 25 Hektar) an Äckern, Wiesen, Reben und Wald umfasste, war nicht, wie für die anderen Höfe in Birkingen üblich, dem Kloster St. Blasien großzehntpflichtig, sondern den Deutschen Ordensrittern in Beuggen. Dieser Hof war in Haupt- und Nebengüter unterteilt, deren Besitzungen auf den Gemarkungen von Birkingen und Birndorf zerstreut lagen.
Die Vermutung, dass das Salpetererhaus von St. Blasien für deren Vogt gebaut wurde, ist nicht richtig. St. Blasien hatte dafür den Fronhof in Birndorf, der nur wenige Kilometer davon entfernt lag. Dazu kommt, dass St. Blasien erst im Jahre 1684 vom Nachfolger des Klosters Königsfelden, der Stadt Bern, umfangreiche Besitzungen in Birkingen erwerben konnte.
Der letzte aufständische Birkinger, der dieses Haus bewohnte – der Salpeterer Joseph Schupp, der genau genommen gar kein Salpeterer war – starb hier am 26. August 1934. Nach ihm trägt das Haus seinen heutigen Namen „Salpetererhaus“.

## Spätgotischer Hof

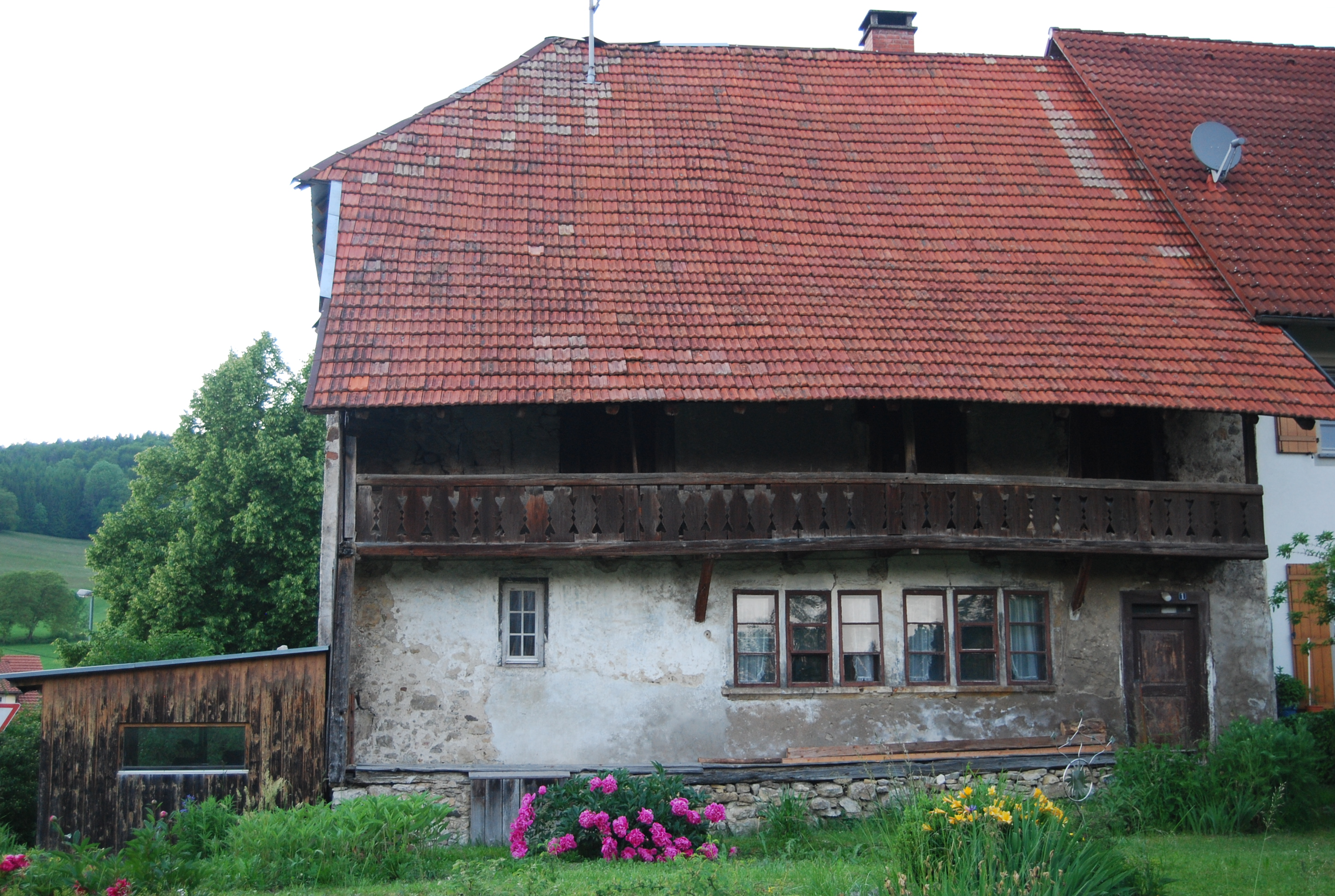
Spätgotischer Hof aus dem 16. Jahrhundert

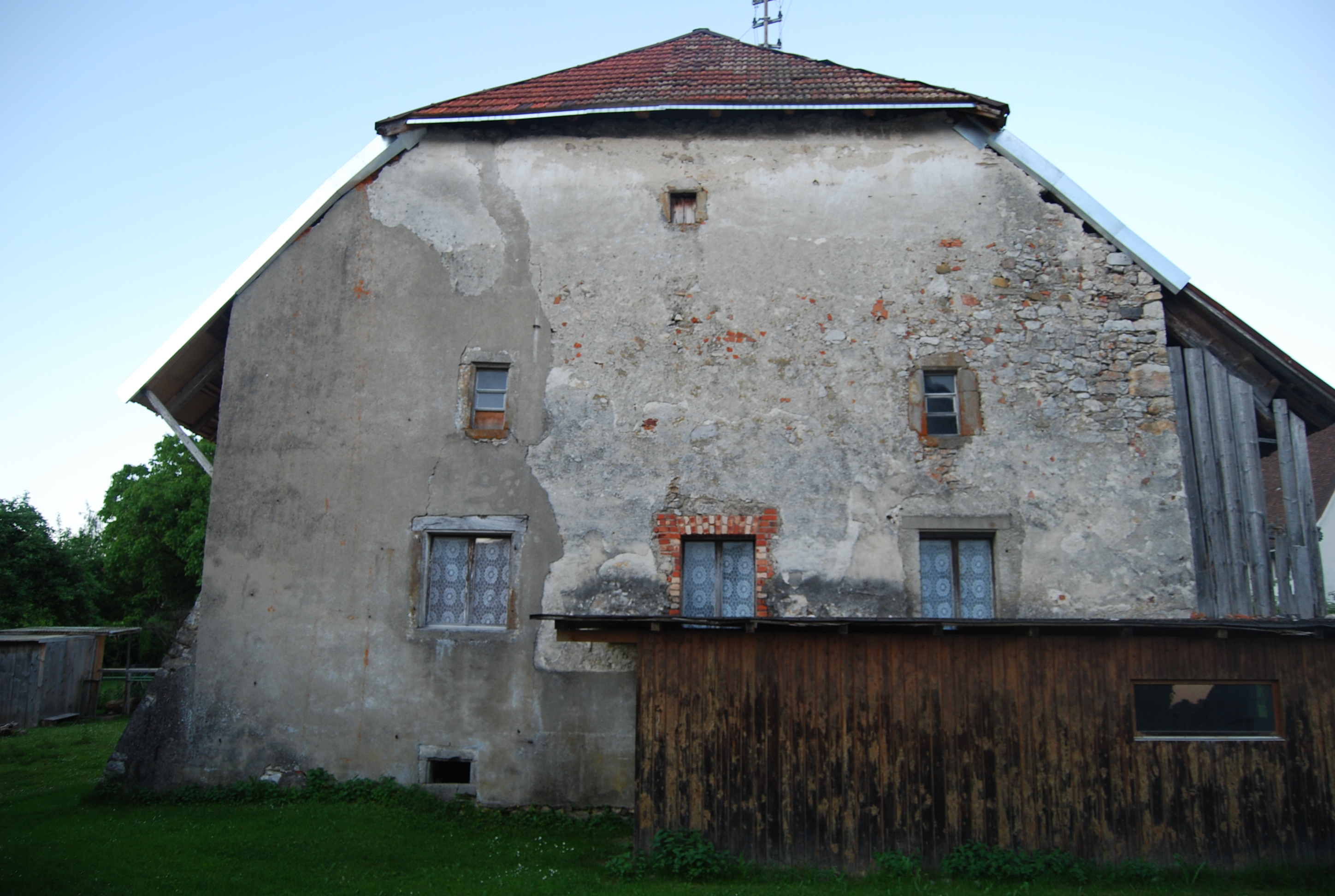
Spätgotischer Hof aus dem 16. Jahrhundert

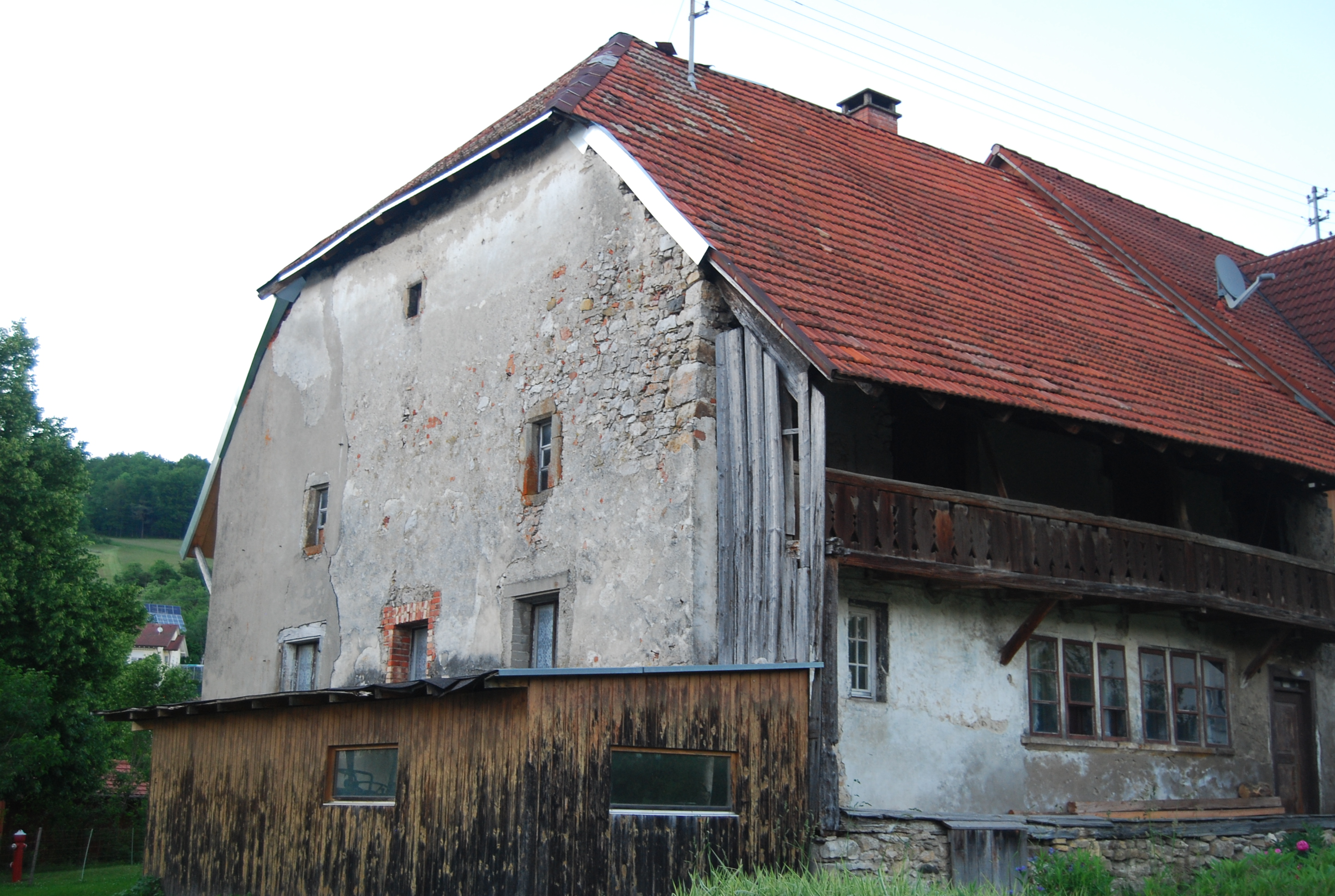
Spätgotischer Hof

Spätgotischer Hof nach Renovierung

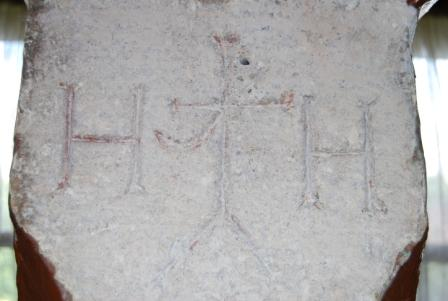
Wappen/Steinmetzzeichen im Säulenkapitell des spätgotischen Hofs in Birkingen

Gegenüber dem Kellerhof befindet sich ein alter, massiv gefertigter, auf den ersten Blick unscheinbarer Hof. Wer als Erbauer des Hofs in Frage kommt kann nicht mit Klarheit gesagt werden. Dieser Hof stammt aus der ersten Hälfte des 16. Jahrhunderts und ist somit vermutlich sogar älter als der Kellerhof.

### Architektur
Entsprechend dem Umfang des Gutes wurde das Gebäude des Hauptguts repräsentativ in herrschaftlicher Massivbauweise gefertigt. Die mächtige Westgiebelwand wird durch eine weit ausladende Stützmauer gestützt. Ursprünglich erhob sich an dieser Seite wohl ein Staffelgiebel, wofür die unsauber verarbeiteten Abbruchkanten sprechen. Das heute vorhandene Krüppelwalmdach sowie das an der Südseite weit ausladende Dach mit dem darunter befindlichen Balkon sind einer späteren Umbauphase zuzuordnen. Sehr wahrscheinlich verfügte die Südfassade weder über einen Balkon noch über ein ausladendes Dach. Die oberen Fenster der Giebelwand sind mit massiven, fein bearbeiteten Sandsteinfensterlaibungen umgeben, die noch dem Originalzustand entsprechen, ebenso die kleinen Kellerfenster. Die drei Giebelfenster, die sich im Erdgeschoss befinden, wurden zu einem späteren Zeitpunkt vergrößert und entsprechen nicht mehr dem Originalzustand. Die Erdgeschossfenster gegen Süden hin sind weitgehend original. Die doppelte dreiteilige, typisch spätgotische Fenstergruppe wurde lediglich leicht modifiziert, indem die mittleren, normalerweise überlangen Fenster auf gleiche Höhe gekürzt wurden. Der über beide dreiteilige Fenstergruppen durchgehende, an der Frontseite kunstvoll abgerundete Fenstersims entspricht ebenfalls dem Originalzustand. Es bleibt zu untersuchen, ob sich hinter der verputzten Fassade noch die originalen Sandsteinfensterlaibungen befinden, oder ob diese entfernt wurden. Zu einem späteren Zeitpunkt wurde die Verglasung von außen angebracht. Dabei wurde vermutlich der Rahmen in den kunstvoll ausgelassenen Fensterlaibungen versenkt, um die Fensterfläche zu vergrößern und vermutlich das untere Drittel der Laibung, welches nach damaliger Mode auf gleicher Höhe mit der Frontseite der Laibung verlief, wie dies noch heute an dem Einzelfenster links der Dreigruppen zu sehen ist, abgeschlagen, um dem Fensterrahmen Platz zu machen. Deshalb erscheinen die Zwischenstege der einzelnen Dreierfenstergruppen dünn und zierlich, was jedoch lediglich eine optische Täuschung ist. Im Gebäudeinneren zeigt sich die Fensterfront in ihrer ursprünglichen Gestalt. Dabei befinden sich, für diese Epoche üblich, Fensternischen mit eingearbeiteten Sitzbänken. Beide Fenstergruppen sind innen durch eine wunderschön gearbeitete Rundsäule mit Würfelkapitell aus massivem Sandstein getrennt, welche entweder ein Wappen oder eher ein übergroßes Steinmetzzeichen eines unbekannten Künstlers ziert.
Der Haupteingang befand sich wohl auch ursprünglich an der heutigen Stelle. Dafür spricht der hinter der später davorgesetzten einfachen Holzeinfassung in Sandstein gefertigte Rundbogen.
Unter dem Gebäude befindet sich ein durch eine Außentreppe zugänglicher Gewölbekeller, dessen Zugangstüre ebenfalls mit einem Rundbogen versehen ist.
Ebenfalls zu untersuchen bleibt, ob sich im Osten des Gebäudes ursprünglich ebenfalls ein Anbau befunden hat, wie das heute der Fall ist. Es ist sehr gut möglich, dass es ursprünglich ein freistehendes Gebäude, ähnlich wie der heute noch gut in seiner ursprünglichen Bausubstanz erhaltene Hagenbacher Hof bei Degerfelden, war.
Beim Bau des Gebäudes wurde nicht gespart. Dafür sprechen die aufwendig gearbeiteten Fensterlaibungen und die großen, behauenen Quadersteine an den Mauerkanten.

### Heutiger Bauzustand
Das denkmalgeschützte Gebäude ist seit 2015 renoviert und wieder bewohnt, nachdem dies lange Zeit nicht der Fall gewesen war.

## Sehenswürdigkeiten und Kultur

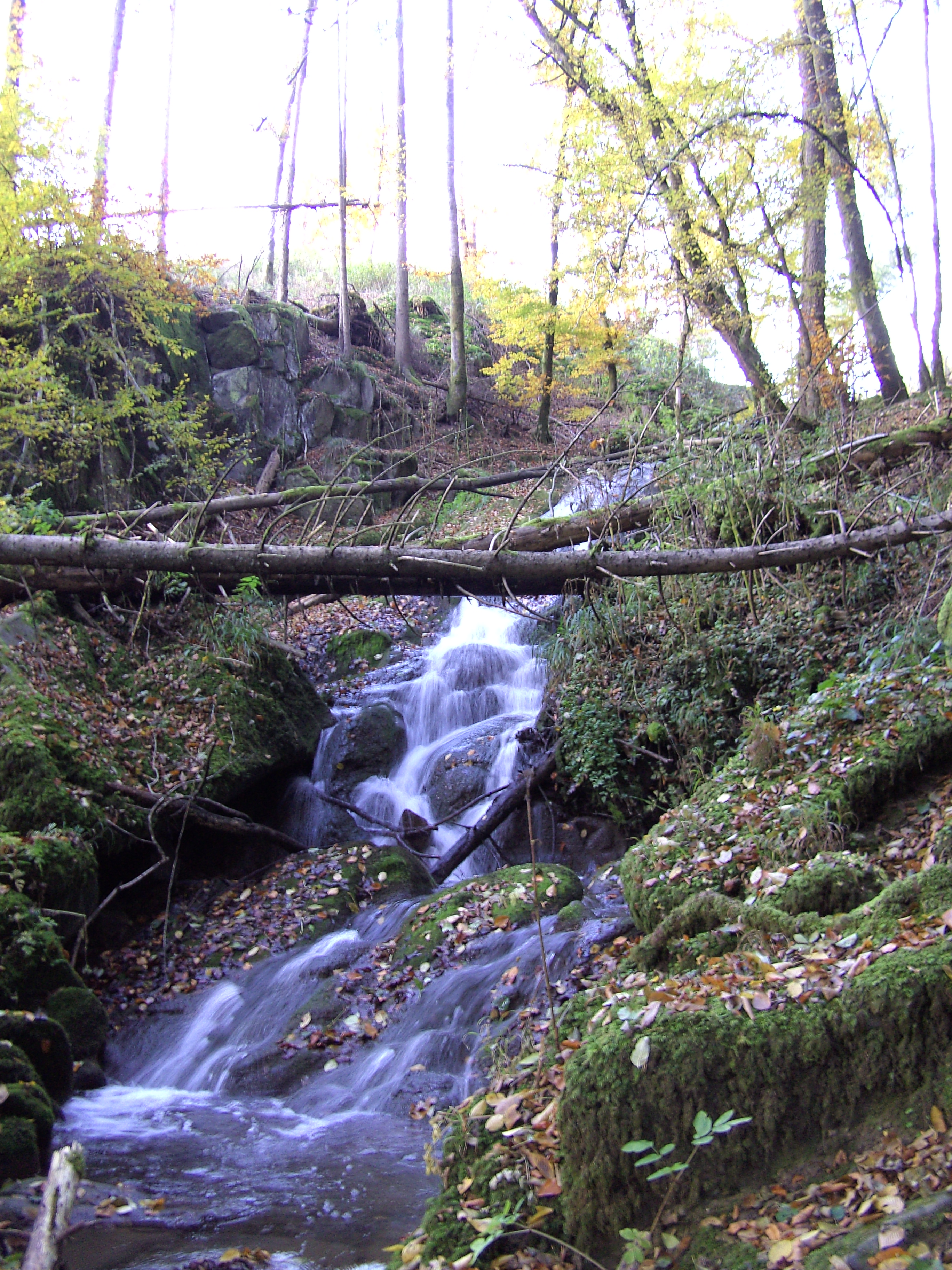
Birkinger Wasserfälle

### Sehenswürdigkeiten
- Das spätgotische Salpetererhaus von 1556
- Spätgotischer Hof
- Die Birkinger Wasserfälle, die über einen Wanderweg zu erreichen sind

### Regelmäßige Veranstaltungen
- Im Januar: Narrentreffen der Guggenmusik Salpeterer Pressband Birkingen
- Im April: Estelberglauf (11,7km 370 HM) von Birkingen über Kuchelbach über den Estelberg nach Birndorf und wieder zurück nach Birkingen
- Im Juli: Beachparty der Guggenmusik Salpeterer Pressband Birkingen
- Im Dezember: Lieder- und Theaterabend des MGV Frohsinn Birkingen

## Persönlichkeiten
- Hanss Scheffer (* um 1499 in Birkingen; † vor 1586 in Birkingen), gehörte zum Rittergeschlecht Schäfer, Einungsmeister